# École ABC de Paris
L'École ABC de Paris est une entreprise de formation à distance française fondée à Paris en 1919 par Max Gottschalk et une équipe d'artistes-enseignants.
Au départ simple atelier de cours de dessin (« Atelier ABC »), elle se présente dès le milieu des années 1920 comme une école de formation par correspondance (« École ABC Dessin-Peinture ») qui englobe bientôt d'autres activités — gravure, illustration, dessin de publicité, de mode, humoristique, expression écrite, langues étrangères, domaines créatifs, photo —, puis lance un studio de création publicitaire intégrant une imprimerie, et ouvre des filiales à l'étranger, en partenariat.
Avant 1940, les activités de cette école, qui occupe un immeuble rue Lincoln, sont regroupées sous le nom de Agence Max Gottschalk.
Reprenant la direction en 1945, l'entreprise de Gottschalk, qui compta plus de 100 000 élèves[réf. nécessaire] et des centaines d'enseignants, délivrait un diplôme après 3 années de dur labeur, et trouvait, par ses réseaux, et l'atelier de publicité installé au dernier étage, à certains de ses souscripteurs, des emplois.
Elle semble disparaître dans les années 1990.

## Histoire

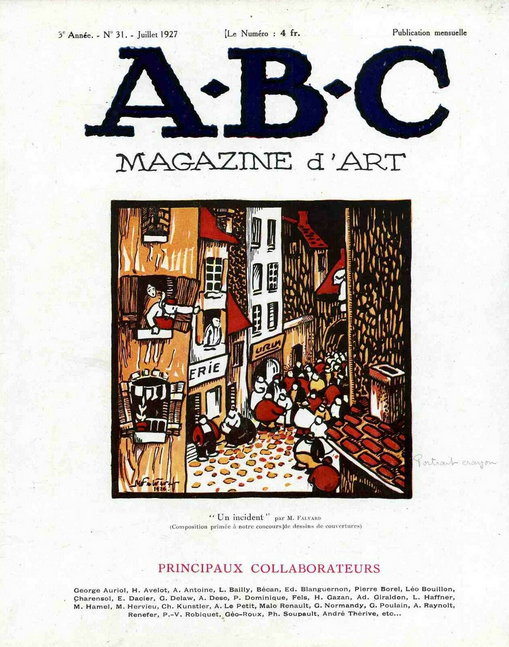
ABC Magazine d'art no 31, une de juillet 1927.

Sujet britannique, Max Gottschalk est né en 1891 en Afrique du Sud. Envoyé en Écosse, il poursuit des études de médecine au Royal College of Surgeons of Edinburgh (en) et pratique le rugby. En août 1914, il est mobilisé et versé au 4e régiment d'infanterie des Argyll and Sutherland Highlanders ; blessé en 1916, il est soigné sur le front français et rejoint la Royal Air Force. Après l'armistice, il décide, comme beaucoup, de rester vivre à Paris,.
En 1919, Gottschalk ouvre un atelier de cours de dessin rue du Cardinal-Mercier avec la complicité d'un caricaturiste et illustrateur français, Henry Gazan (Paris, 3 janvier 1887 - 10 mai 1960), acteur de la bohème montmartroise, collaborateur entre autres du Rire et sociétaire du Salon des humoristes ; Gazan fut soldat-dessinateur à partir de 1916. Le duo est rejoint par un camarade de front de Gazan, le dessinateur Raymond Renefer, ancien topographe des champs de bataille, qui commence par y enseigner la gravure ; il est nommé par ailleurs directeur artistique de la maison Flammarion,.

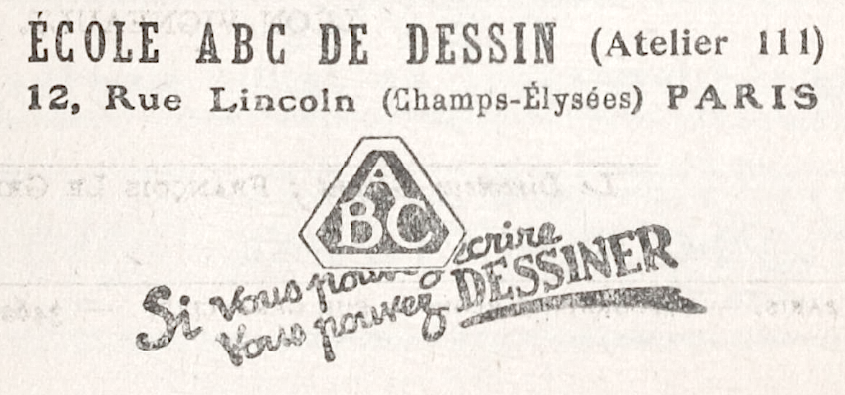
Annonce publiée dans la presse (1927).

À partir de 1923, l'atelier édite des brochures intitulées Cours ABC, dirigées par Marc Saurel (1880-1952), portant sur les différents aspects de la pratique du dessin. L'adresse indiquée est le 12 de la rue Lincoln à Paris. Gottschalk y a regroupé ses activités, désormais centrées sur la formation par correspondance dans les domaines artistiques. Fort de centaines de souscripteurs, il lance en 1925 un périodique, ABC, magazine d'art, où s'exprime ses collaborateurs enseignants. Outre Gazan et Renefer, on y trouve les noms d'Antoine Marie Raynolt, Malo-Renault, Maurice Perret-Carnot, Géo Roux, Rylsky (Ahü)... L'Atelier ABC publie en interne une brochure très soignée, La Gerbe. La vie, la carrière, les idées et quelques œuvres d'artistes enseignants à l'école ABC de dessin, qui met en valeur à la fois des travaux d'élèves et les artistes enseignants, avec le renfort d'écrivains comme Georges Normandy et Marcel Roland qui en dressent les biographies. La même année est lancé, via ABC, magazine d'art le « prix Gustave Doré » qui récompense les meilleurs illustrateurs, en partenariat avec les éditeurs Bernard Grasset et Ferenczi & fils ; le premier président est Marcel Prévost et le premier lauréat est Élise Lagier-Bruno, qui épouse ensuite Célestin Freinet, couple qui développera ensemble une pédagogie en marge du système traditionnel,.
L'organisme est rebaptisé « École ABC Dessin-Peinture » et se lance dans une vaste campagne de publicité à partir de 1926. Des encarts paraissent dans des titres à gros tirages comme L'Illustration et promettent « « un programme bien défini et sous la direction d'artistes professionnels notoires. Sans qu'il vous en coûte rien. Vous pouvez dès maintenant connaître la méthode, le programme et le fonctionnement des Cours de l'École A. B. C. ». Le slogan de l'école devient : « Si vous pouvez écrire, vous pouvez dessiner ». En février 1929, Gottschalk revendique 22 000 correspondants inscrits et 140 enseignants. Gottschalk lance une formation à la rédaction littéraire et professionnelle, qu'il confie à Émile Sedeyn (1871-1946) qui fut rédacteur en chef du Figaro illustré, puis un studio de création publicitaire, auquel est joint une imprimerie ; ses clients sont des marques d'automobiles françaises, mais aussi américaines comme Frigidaire ou des entreprises situées en province. Enfin, il devient le représentant en France de la méthode Linguaphone, inventée par Jacques Roston à Londres quelques années plus tôt, et promeut dans les médias la nécessité pour les Français de s'ouvrir à l'apprentissage des langues.
Adepte des méthodes de management américaines, fort de son rapide succès à l'étranger (Angleterre, Allemagne, Italie...), Gottschalk ne se fait pas que des amis. Avec la crise, au début des années 1930, son entreprise, qui prend la forme juridique de l'« Agence Max Gottschalk », affichant en juin 1930 un capital souscrit de 200 000 francs, continue sa croissance et suscite des jalousies. Mais Gottschalk est un gros annonceur, il a l'idée de prendre des pages publicitaires dans des périodiques convertis aux idées nationalistes voire antisémites, qu'il désamorce de fait, et promet même de devenir « la plus importante école de dessin du monde ». La presse catholique de province ne l'épargne cependant pas, s'estimant concurrencée sur le terrain de l'enseignement libre, et juge ces cours comme étant une incitation à la débauche, fustigeant au passage les « promesses tapageuses, onéreuses et malsaines » des publicités Linguaphone (750 francs pour 15 disques 78 tours).
Avant 1940, la presse mondaine nous apprend que Gottschalk fiance sa fille Paméla au peintre et champion de billard d'origine égyptienne Edmond Soussa (en) (1898-1989).
En novembre 1940, du fait de l'Occupation, l'Agence Max Gottschalk est forcée de nommer un administrateur provisoire. En 1945, Max revient à la direction de son entreprise qui continue sa progression et sa diversification (enseignements à distance en décoration, photographie, modelage, etc.), et insère ses encarts publicitaires dans les livres en format poche.
L'adresse de la rue Lincoln est encore active dans les années 1990. Cette école semble disparaître en 1996. Les locaux sont complètement vidés en 2003, les archives sont à ce jour considérées comme perdues.

## Formateurs et élèves revendiqués

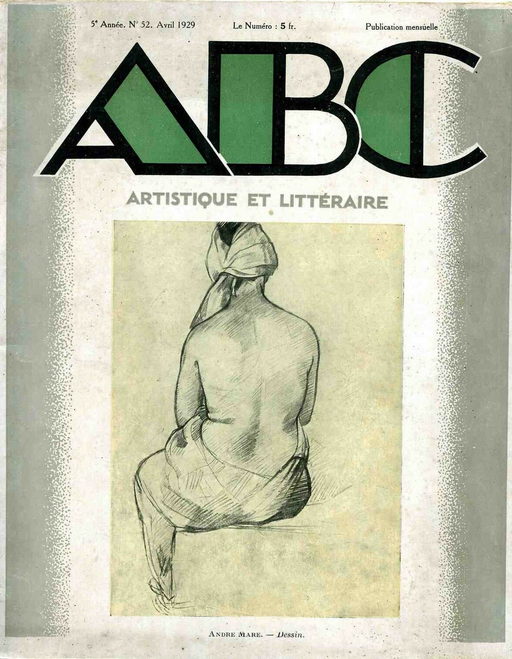
ABC Artistique et Littéraire n° 52, une d'avril 1929.

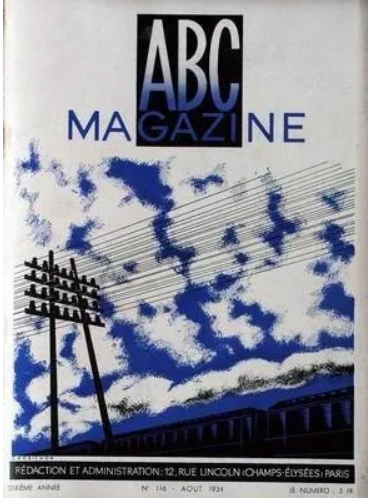
ABC Magazine n° 116, une d'août 1934.

Cette école a initié et formé un grand nombre d'illustrateurs et d'auteurs de bande dessinée reconnus et prit par la suite le nom d'« École ABC de Paris ». Elle a produit plusieurs dizaines de séries de cahiers d'étude par correspondance et autant de publicités reprenant parfois les noms et les visages de ses collaborateurs.
- Henry Gazan[19]
- Raymond Renefer[20]
- Maximilien Vox
- Andrée Creuzot[réf. nécessaire]
- Jean Feugereux, directeur de l'école de 1947 à 1977
- Rylsky, alors nommé « S.-R. Ahü », professeur dans les années 1920[21]
- Raylambert
- Mme André Thérive, née Jacqueline Charmot.
- Odette Fumée
- Joseph Martineau[22]
- Raymond Queneau[23]
- André Raffray
- Rodolphe Vincent
- Georges Blondeaux alias Gébé